# 杜草站
杜草站，位于黑龙江省尚志市杜草村铁道街，是滨绥铁路沿线车站。距哈尔滨站252公里，绥芬河站296公里。绥芬河方向出站端为滨绥线上最长隧道——杜草隧道。建于1940年。现隶属哈尔滨铁路局管辖，为四等站。